# Verwaltungsgemeinschaft Markt Erlbach
Die Verwaltungsgemeinschaft Markt Erlbach im mittelfränkischen Landkreis Neustadt a.d.Aisch-Bad Windsheim wurde im Zuge der Gemeindegebietsreform am 1. Mai 1978 gegründet. Zum 1. Januar 1980 wurde die Marktgemeinde Markt Erlbach entlassen. Der Sitz der Verwaltungsgemeinschaft wurde mit gleicher Wirkung nach Neuhof a.d.Zenn verlegt und die Körperschaft in Verwaltungsgemeinschaft Neuhof a.d.Zenn umbenannt.